# Liste der Kulturdenkmale in Gelmeroda
Diese Liste enthält die Kulturdenkmale in Gelmeroda, einem Stadtteil von Weimar.
| Bild                           | Bezeichnung          | Lage                                     | Datierung                   | Beschreibung | ID |
| ------------------------------ | -------------------- | ---------------------------------------- | --------------------------- | --- | -- |
| weitere Bilder Fotos hochladen | Dorfkirche Gelmeroda | Gelmeroda, Pfarrgasse (Karte)            | Anfang des 13. Jahrhunderts | Kirche mit Ausstattung und Kirchhof mit Ummauerung, historischen Grabsteinen und Grabstätte für sowjetische Zwangsarbeiter |    |
| BW                             | Haus Neufert         | Gelmeroda, Rudolstädter Straße 7 (Karte) |                             | Wohnhaus Ernst Neufert |    |